# Huerteales
A Huerteales az APG III-rendszer által elismert egyik növényrend neve. A valódi kétszikűek rosids kládjába tartozik, annak Eurosids II csoportjához. A Huerteales három apró családot tartalmaz – Gerrardinaceae, Tapisciaceae és Dipentodontaceae –, valamint a családba nem sorolt Perrottetia nemzetséget.
A Gerrardinaceae családba egyetlen nemzetség, a Gerrardina tartozik. A Tapisciaceae két nemzetséget foglal magába, ezek a Tapiscia és a Huertea. 2006-ig a Dipentodontaceae-ba, egyetlen génuszt, a Dipentodon-t soroltak. Azóta egyes szerzők és az APG weboldala is a Perrottetia nemzetséget is a Dipentodontaceae családba sorolták, bár 2008-ig nem jelent meg a család hivatalos revíziója. Így a Huerteales rend öt nemzetségből áll. Legnagyobb köztük a Perrottetia, ami a rend 25 fajából kb. 15-öt foglal magába.
A Huertales rendbe többnyire a trópusokon vagy meleg mérsékelt éghajlaton élő cserjék és kis növésű fák tártoznak. A Perrottetia virágait részletekbe menően tanulmányozták, máskülönben mind az öt nemzetségről keveset tudunk. Leszármazási kapcsolataikra csak a 21. században derült fény, a DNS-szekvenciák molekuláris filogenetikai vizsgálatával.

## Leírása
A Huertales valamennyi faja fás szárú. Leveleik váltakozó állásúak, fűrészes szélűek. A virágzat bogas, néha csaknem fürtös vagy ernyős. A csésze, párta és a porzók alapja kehellyé (hypanthium) forr össze, ami egyes esetekben egészen rövid. A magház egyrekeszű, egy vagy két magkezdeménnyel termőnként. A termők száma változó.
A rend többi tulajdonsága nem általánosan jellemző a fajokra. A Gerrardina eltér a Huerteales többi nemzetségétől abban, hogy a porzók a pártával, és nem a csészével állnak szemben. A Dipentodon és a Perrottetia nemzetségekben a csésze és a párta alig differenciálódott, hasonlítanak egymásra. A Tapiscia és Huertea nemzetségekben pártacsövet találunk, és a levelek összetettek, nem egyszerűek. A Tapiscia magháza egyrekeszű, egy magkezdeménnyel. A Huertea magháza egyrekeszű két magkezdeménnyel, vagy kétrekeszű 1-1 magkezdeménnyel. A Gerrardina, Dipentodon és Perrottetia nemzetségeiben a magház rekeszei 1-1 magkezdeményt tartalmaznak. A Tapiscia nemzetségben hiányoznak a rendre jellemző nektártermelő diszkuszok. A Huertea nemzetségben hiányoznak a pálhák.

## Története
Egészen a 21. század első évtizedéig a Huertales öt nemzetségét többnyire három, távol álló családba helyezték. A Tapiscia és Huertea közeli rokonságát régóta sejtették. A legtöbb szerző a Staphyleaceae családba helyezte őket, amit a Sapindales rendbe soroltak. Armen Tahtadzsján 1987-ben leírta a Tapisciaceae családot, amit szintén a Sapindales rendbe sorolt, de mások ezt nem követték, és a filogenetikai analízis sem erősítette meg. Azóta a Staphyleaceae családot újra leírták, már nem tartalmazza a Tapiscia és Huertea nemzetségeket és a Crossosomatales rendbe sorolták.
A 21. század nagy részében a Gerrardina és Dipentodon nemzetségeket legtöbben a Flacourtiaceae családba helyezték, amit mára igen kevés taxonómus ismer el, és akkor is csak a Salicaceae-ről leválasztható családként. A Perrottetia nemzetséget eközben, meglehetősen bizonytalanul, de a Celastraceae családba sorolták.
Mióta a Dipentodon nemzetséget 1911-ben leírták, többször felmerült, hogy köze lehet a Tapiscia és a Huertea génuszokhoz. 2001-ben Alexander Doweld felállította a Huertales rendet, amibe akkor a Tapiscia, Huertea és Dipentodon génuszokat sorolta. Ezt a csoportosítást később a molekuláris filogenetikai kutatások is megerősítették. 2006-ban DNS-szekvenciavizsgálattal kimutatták, hogy a Perrottetiarossz helyen van a Celastrales rendben és a Huertales rendben található Dipentodon testvércsoportja. 2006-ban azt is megállapították, hogy a Gerrardina a malvid csoportba tartozik, de a csoporton belül elfoglalt helyzete még bizonytalan volt.
2009-ben Andreas Worberg és társai jelentek meg az első filogenetikai tanulmánnyal, ami a Huertales valamennyi nemzetségét tartalmazta. Egyik adatsorukból sikerült a rend egy jól támogatott leszármazási fáját leírni, és a malvid csoport kapcsolatait is nagy biztonsággal meghatározni.

## Leszármazási fa
Lentebb látható a rend evolúciós törzsfája Worberg és társai szerint. A monotipikus nemzetségeknél a faj neve szerepel, a rendek neve csupa nagybetűvel olvasható.
|  | Tapiscia |
|  |          |
|  | Huertea  |
|  |          |

|  | Dipentodon sinicus |
|  |                    |
|  | Perrottetia        |
|  |                    |

|  | Tapiscia |
|  |          |
|  | Huertea  |
|  |          |

|  | Dipentodon sinicus |
|  |                    |
|  | Perrottetia        |
|  |                    |

|  | Tapiscia |
|  |          |
|  | Huertea  |
|  |          |

|  | Dipentodon sinicus |
|  |                    |
|  | Perrottetia        |
|  |                    |

|  | Tapiscia |
|  |          |
|  | Huertea  |
|  |          |

|  | Dipentodon sinicus |
|  |                    |
|  | Perrottetia        |
|  |                    |

|  | BRASSICALES |
|  |             |
|  | MALVALES    |
|  |             |

|  | Tapiscia |
|  |          |
|  | Huertea  |
|  |          |

|  | Dipentodon sinicus |
|  |                    |
|  | Perrottetia        |
|  |                    |

|  | Tapiscia |
|  |          |
|  | Huertea  |
|  |          |

|  | Dipentodon sinicus |
|  |                    |
|  | Perrottetia        |
|  |                    |

|  | Tapiscia |
|  |          |
|  | Huertea  |
|  |          |

|  | Dipentodon sinicus |
|  |                    |
|  | Perrottetia        |
|  |                    |

|  | Tapiscia |
|  |          |
|  | Huertea  |
|  |          |

|  | Dipentodon sinicus |
|  |                    |
|  | Perrottetia        |
|  |                    |

|  | BRASSICALES |
|  |             |
|  | MALVALES    |
|  |             |

## Fordítás
- Ez a szócikk részben vagy egészben a Huerteales című angol Wikipédia-szócikk ezen változatának fordításán alapul.  Az eredeti cikk szerkesztőit annak laptörténete sorolja fel. Ez a jelzés csupán a megfogalmazás eredetét és a szerzői jogokat jelzi, nem szolgál a cikkben szereplő információk forrásmegjelöléseként.